# Laurence Boulay
Pour les articles homonymes, voir Boulay.
 (mars 2024).
Si vous disposez d'ouvrages ou d'articles de référence ou si vous connaissez des sites web de qualité traitant du thème abordé ici, merci de compléter l'article en donnant les références utiles à sa vérifiabilité et en les liant à la section « Notes et références ».
Laurence Boulay (née le 19 janvier 1925 à Boulogne-Billancourt et morte le 29 janvier 2007 dans le 15e arrondissement de Paris) est une claveciniste et musicologue française.

## Biographie
Elle étudie au Conservatoire de Paris de 1948 à 1953 où elle remporte les plus hautes récompenses :
- Harmonie (classe de Maurice Duruflé)
- Contrepoint - fugue (classe de Simone Pié-Caussade)
- Histoire de la musique (classe de Norbert Dufourcq)
- Esthétique musicale (classes de Roland Manuel et Marcel Beaufils)
- Pédagogie (classe de Simone Plé-Caussade)
- Clavecin
- Musicologie (étude parallèle des langages harmoniques de Fauré et Debussy)

À partir de 1956, elle enseigne durant cinq années au Conservatoire à rayonnement régional de Boulogne-Billancourt et elle est ensuite détachée au CNRS afin de préparer une thèse de musicologie : « L'interprétation de la musique française à la lumière des écrits des théoriciens et des musiciens (1687-1789) ».
En 1968, elle crée la classe de basse continue au Conservatoire national supérieur de musique et de danse de Paris dont elle est le professeur jusqu'en 1990. Elle termine sa carrière de pédagogue au Conservatoire à rayonnement régional de Toulouse.
Pédagogue, musicologue et concertiste, Laurence Boulay a marqué plusieurs générations de musiciens et de clavecinistes en professant une discipline qui n'était plus enseignée depuis la fin de l'époque baroque. Passionnée de recherche, comme son père (professeur d'alto au Conservatoire), elle recopie de nombreuses partitions inédites et inconnues en son temps et redonne vie à l'œuvre de Marin Marais par son activité de pionnière. Laurence Boulay est également interprète dans différents ensembles notamment le trio « Le Rondeau de Paris » à la fin des années 1950. Dans les années 1960, elle est à plusieurs reprises envoyée par les Relations Culturelles en tournée de récitals de musique française en Allemagne et en Scandinavie, également en Grande-Bretagne (BBC-Édimbourg) pour jouer Louis Couperin, d'Anglebert, François Couperin, Rameau. Elle est également la claveciniste de l'Orchestre de chambre de Versailles jusqu'à la mort de son fondateur, Bemard Wahl, en 1994.
Elle grave de nombreux disques dont certains sont des références : l'enregistrement des Leçons de ténèbres (à l'orgue d'accompagnement) et l'intégrale de l'œuvre pour clavecin de François Couperin.
Elle fut un hôte assidu de Sainte-Maxime, dans son mas du quartier des Amandiers.